# Rajko Hrvat
Rajko Hrvat, slovenski veslač, * 25. september 1986.
Hrvat je prvi večji mednarodni uspeh dosegel na Evropskem prvenstvu 2015 v Poznańu z bronasto medaljo v lahkem enojcu, na Svetovnem prvenstvu istega leta v Aiguebelettu je osvojil srebrno medaljo.